# 184 v. Chr.
Portal Geschichte | Portal Biografien | Aktuelle Ereignisse | Jahreskalender | Tagesartikel

◄ |
3. Jahrhundert v. Chr. |
2. Jahrhundert v. Chr. |
1. Jahrhundert v. Chr. |
►

◄ | 200er v. Chr. | 190er v. Chr. | 180er v. Chr. | 170er v. Chr. |
160er v. Chr. |
►

◄◄ | ◄ | 187 v. Chr. | 186 v. Chr. | 185 v. Chr. | 184 v. Chr. |
183 v. Chr. |
182 v. Chr. |
181 v. Chr. |
► |
►►
Staatsoberhäupter

## Ereignisse

### Politik und Weltgeschehen
- Liu Hong wird vierter Kaiser der Han-Dynastie in China. Die tatsächliche Macht befindet sich jedoch in den Händen der Kaiseringroßmutter Lü Zhi.

### Kultur und Religion
- um 184 v. Chr.: In Pergamon wird von Eumenes II. der Pergamonaltar gestiftet.

## Gestorben
- Gnaeus Cornelius Lentulus, römischer Politiker
- Liu Gong, Kaiser von China
- um 184 v. Chr.: Plautus, römischer Komödiendichter (* um 254 v. Chr.)